# Mikhaïl Fridman
Pour les articles homonymes, voir Fridman.
Mikhaïl Fridman (en russe : Михаил Маратович Фридман, Mikhaïl Maratovitch Fridman), né le 21 avril 1964 à Lviv, république socialiste soviétique d'Ukraine, est un homme d'affaires russe.
En 2024, il est classé 165e homme le plus riche du monde par Forbes avec une fortune de 13,3 milliards de dollars.

## Biographie

### Famille et formation
Il est né le 21 avril 1964 à Lviv en Ukraine soviétique, dans une famille d'ingénieurs d'origine juive ashkénaze. Il est diplômé de l'Institut de l'acier et de l'aluminium de Moscou en 1986 .

### Carrière professionnelle
Après l'obtention de son diplôme, Mikhaïl Fridman travaille de 1986 à 1988 comme ingénieur en conception métallurgique à l'usine métallurgique Elektrostal, une usine de machines électriques, et il crée plusieurs entreprises dans des domaines variés.
En 1988, Mikhaïl Fridman cofonde Alfa-Photo avec German Khan et Alexeï Kouzmitchev, une société qui importe des produits chimiques photographiques. En 1989, les trois partenaires créent Alfa-Eco et Alfa Capital.
En 1991, il crée Alfa Bank devient l'activité principale du groupe Alfa, une société holding qui détient des participations dans les télécommunications et le commerce de détail. Mikhaïl Fridman est le principal actionnaire du groupe Alfa.
En 1997, il acquiert  une partie du capital de TNK, une ancienne compagnie pétrolière d'État, qui crée une coentreprise avec BP en 2003. En mai 2012, Mikhaïl Fridman démissionne de son poste de directeur général de TNK-BP.
En 2013, il fonde la société d'investissement LetterOne (L1) au Luxembourg, ainsi que L1 Energy,.
Il fait partie des « sept banquiers », nommés également « oligarques », un clan d'hommes d'affaires qui entretient une influence décisive sur la politique russe durant les années Boris Eltsine.
Controverse en Espagne
Mikhaïl Fridman est apparu pour la première fois dans la presse espagnole en novembre 2002, lorsque le pétrolier libérien Prestige a coulé au large de la Galice. Il transférait 77 000 tonnes de pétrole lourd russe ; la cargaison appartenait à Crown Resources, une société détenue par Fridman's Alfa Group. Le déversement de ce pétrole lourd a contaminé la côte espagnole et provoqué une catastrophe environnementale majeure. Le préjudice total a été estimé à 1,5 milliard d'euros. Après la catastrophe, l'Espagnol[Quoi ?] El Mundo a qualifié Friedman de « Sale Michel ».[175][pas clair]
À l'été 2016, l'entrepreneur espagnol Javier Pérez Dolset, directeur de ZED Corporation (développeur d'applications mobiles), a adressé au parquet espagnol une plainte concernant ses partenaires russes associés à VimpelCom Ltd., membre du groupe Alfa. .[35][36] Selon Pérez Dolset, ils se sont emparés illégalement du capital de leur joint-venture, ce qui a provoqué la faillite de la société mère. El Confidencial a publié une série d'articles sur l'histoire de la faillite de ZED et a accusé Mikhaïl Fridman de prise de contrôle illégale en retirant Javier Pérez Dolset des affaires et en le ruinant financièrement.[176][177][178]
Le 16 janvier 2017, Peter Wakkie, un avocat néerlandais connu comme le bras droit de Mikhaïl Fridman, a été arrêté à l'aéroport Barajas de Madrid pour possible fraude commerciale.[179][180][181][182][a]
En octobre 2019, Mikhaïl Fridman a assisté à une procédure judiciaire concernant l'affaire Zed devant être interrogée par le tribunal national[Quoi ?] espagnol à Madrid. Il a été convoqué à une audience de mise en état en qualité de personne mise en examen. L'accusation a été formulée comme « une série d'actions qui ont entraîné l'insolvabilité de la société espagnole Zed Worldwide… afin de l'acquérir à un prix dérisoire, bien inférieur à sa valeur marchande ». Le procureur a qualifié les relations de Mikhaïl Fridman avec Zed Worldwide de « raid »", précisant qu'il s'agit d'une technique utilisée « généralement utilisée par la mafia russe » dans le but de reprendre une entreprise illégalement. Et tandis que ses représentants légaux ont affirmé que Mikhaïl Fridman n'avait jamais été directeur d'aucune entité impliquée dans le rachat de Zed ou dans la baisse de la valeur marchande de Zed, les procureurs espagnols ont insisté sur le fait que Mikhaïl Fridman « cache son contrôle des activités criminelles derrière des subordonnés ». L'affirmation était fondée sur l'analyse d'« une série de WhatsApps et d'e-mails qui montrent que Fridman était au courant de tout ce qui se passait. » [détail excessif ?] [183] [184] Le procureur principal chargé de l'affaire a déclaré aux médias que « du point de vue du bureau du procureur, Fridman conservera le statut d'accusé ».[185] Le 15 décembre 2020, le tribunal national espagnol a rejeté l'affaire. Selon la décision, le juge a estimé que la poursuite de l'affaire contre Mikhaïl Fridman contredisait le principe de la présomption d'innocence et a déclaré qu'il n'y avait « aucun motif raisonnable d'accuser le suspect en tant qu'auteur, complice ou complice. »[186] , dans une ordonnance datée du 22 février 2021, la Haute Cour nationale d'Espagne a rejeté les appels de Zed Group en faveur de Mikhaïl Fridman, concluant qu'il n'y avait aucune preuve démontrant que les allégations de Zed Group étaient vraies, [187] et que les SMS initialement utilisés comme preuves avaient échoué à impliquer Mikhaïl Fridman « au-delà des références de tiers. »[188]
Mi-2017, la société d'investissement LetterOne de MikhaÏl Fridman a acquis Dia, une chaîne de supermarchés espagnole. De 2011 au 20 décembre 2018, Dia a été cotée dans le soi-disant IBEX 35 comme l'une des 35 plus grandes sociétés espagnoles présentes en bourse. L'expert en économie Sergio Avila a commenté : «... Avec l'entrée de [LetterOne] dans [Dia], les ventes ont fortement chuté, la rentabilité des entreprises a diminué, ce qui s'est accompagné d'une chute du cours des actions de Dia à la Bourse de Madrid. Par conséquent, j'évalue les perspectives de Dia comme extrêmement négatives et je ne le recommande en aucun cas aux investisseurs. El Confidencial a rappelé des épisodes passés associés à Mikhaïl Fridman et qualifie ses actions d'attaques de pillards contre des entreprises espagnoles.[189] En janvier 2021, le tribunal national espagnol a rejeté une affaire alléguant que Mikhaïl Fridman avait manipulé le marché pour dévaluer les actions de Dia, [190] le juge déclarant que le tribunal avait plutôt vu la baisse de valeur de Dia en raison d'une « mauvaise gestion » et d'un manque d'investissements dans la commercialisation.[187]

### Autres engagements

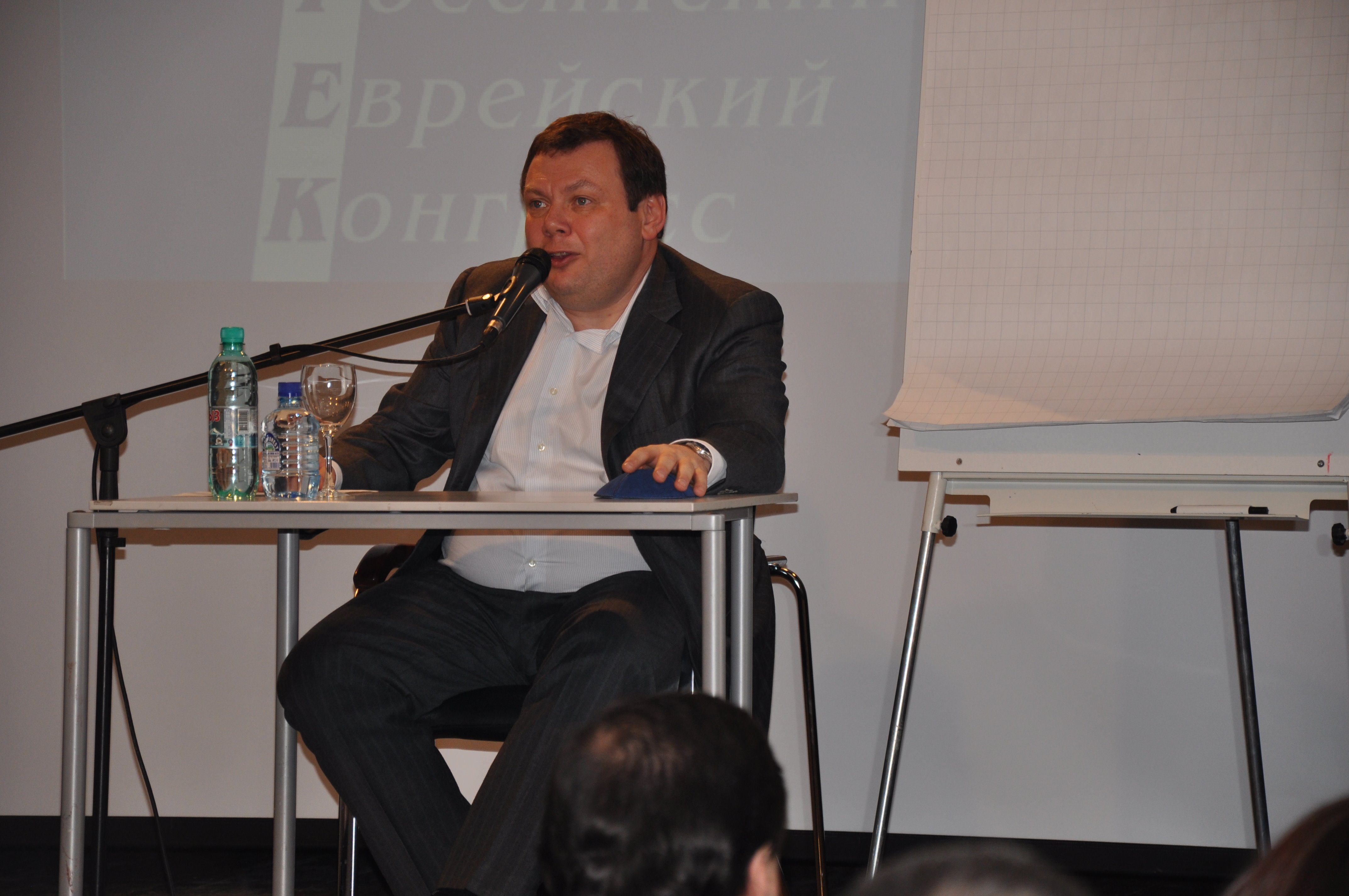
Mikhaïl Fridman au congrès juif de Russie en 2009.

Mikhaïl Fridman est membre de nombreux organismes publics, dont le Conseil national sur la gouvernance d'entreprise en Russie et membre du conseil d'administration de l'Union russe des industriels et des entrepreneurs. En février 2001, il devient membre du Conseil de l'entrepreneuriat du gouvernement de la fédération de Russie et il est élu membre de la Chambre publique russe en novembre 2005.
Depuis 2005, Mikhaïl Fridman est un représentant russe à l’International Advisory Board du Council on Foreign Relations.
Mikhaïl Fridman est également l'un des principaux mécènes des initiatives juives en Russie et ailleurs en Europe. En 1996, il est l'un des fondateurs du Congrès juif russe. Il apporte d'importantes contributions au Fonds juif européen, une organisation à but non lucratif qui promeut la tolérance et la réconciliation.
Le 27 février 2022, après l'invasion de l'Ukraine par la Russie, il appelle à un cessez-le-feu, mais en vain car le lendemain il est frappé de sanctions.

### Sanctions de l'Union européenne et d'autres pays contre Mikhaïl Fridman
L'invasion de l'Ukraine par la Russie le 24 février 2022 provoque l'inscription de Mikhaïl Fridman le 28 février 2022 à la liste des personnalités russes frappées de sanctions économiques et d'interdiction de territoire par les 27 pays de l'Union européenne à cause d'un possible soutien économique et financier au régime russe responsable de l'annexion de la Crimée en 2014 et de la déstabilisation de l'Ukraine dès cette époque,. Le 14 mars 2022, Mikhaïl Fridman est en plus condamné par l'Australie des mêmes sanctions. Le 15 mars 2022, des sanctions contre Mikhaïl Fridman ainsi que contre les actionnaires principaux du groupe Alfa sont infligées par le Royaume-Uni, et le 19 avril suivant par le Canada. L'oligarque Mikhaïl Fridman se retire en conséquence du fonds d'investissement LetterOne dont il était le cofondateur et de tous les groupes européens dont il est actionnaire, tout comme son associé Piotr Aven. 
Mikhail Fridman et son partenaire Piotr Aven qualifient les allégations de l'UE de diffamatoires et se promettent de les contester « par tous les moyens à leur disposition ».
Dans une interview à Bloomberg Businessweek, Friedman qualifie d'illogiques les sanctions occidentales contre les représentants des entreprises russes, et l'opinion selon laquelle les hommes d'affaires russes peuvent influencer la conduite d'une « opération militaire » en Ukraine est erronée.
Le 10 avril 2024, la cour européenne de justice enlève Mikhail Fridman de la liste des personnalités russes sous sanction, constituée en 2022. Mais il existe aussi un paquet de sanctions voté en décembre 2023 pour lequel Mikhail Fridman est aussi inscrit sur la liste noire.
Le 13 août 2024, Mikhaïl Fridman a entamé une procédure d’arbitrage contre le Luxembourg au Centre d’arbitrage international de Hong Kong. Il réclame la restitution de tous ses biens, ainsi que 14,5 milliards d’euros de compensation du Luxembourg, qui a validé et appliqué les sanctions. Ses réclamations sont liées au gel de ses avoirs dans différents pays sous sanctions de l'Union européenne, qu’il considère comme une « expropriation illégale ». Selon les avocats de l’homme d’affaires, parmi lesquels se trouve Cherie Blair, l’imposition de sanctions européennes contre l’homme d’affaires est uniquement liée à sa citoyenneté russe et à son succès commercial, ce qui constitue une « grave injustice » et viole le droit international, parce que l’UE a imposé des sanctions en dehors de l’ONU.

### Distinctions
En 2003, Mikhaïl Fridman reçoit le Golden Plate Award de l'Academy of Achievement de Washington, décerné par l'ancien président américain Bill Clinton.
En 2004, il figure sur la liste du Financial Times des 25 chefs d'entreprise "Leaders of new Europe". Forbes Russie nomme Mikhaïl Fridman homme d'affaires russe de l'année en 2012 et 2017,.

### Fortune
En 2008, il est le 20e homme le plus riche du monde avec une fortune de plus de 20,8 milliards de dollars. En 2009, il est classé 71e avec une fortune de 6,3 milliards de dollars.
En 2011, selon Forbes, il serait classé 43e avec une fortune de 15 milliards de dollars.
En 2016, il précise que sa fortune sera léguée à des œuvres caritatives.
En 2019, sa fortune est estimée à 15,3 milliards de dollars par le magazine Forbes.

### Vie privée
Il est divorcé et père de quatre enfants. Il résiderait principalement en Grande-Bretagne, où il achète en 2016 la propriété Athlone House pour 90 millions de dollars. Celle-ci est confisquée du fait des sanctions contre le milliardaire à la suite de l'invasion de l'Ukraine par la Russie en 2022.
Il a également la citoyenneté israélienne.